# بابی جاسوس
بابی جاسوس (به هندی: Bobby Jasoos) یا کارآگاه بابی فیلمی محصول سال ۲۰۱۴ و به کارگردانی سمر شیخ است. در این فیلم بازیگرانی همچون ویدیا بالان، علی فضل، آرجان باجوا، سوپریا پاتاک، تانوی عظمی، زارینا وهاب، راجندرا گوپتا ، کیران کومار ایفای نقش کرده‌اند.